# Bahuarbamatha
Bahuarbamatha – gaun wikas samiti w środkowej części Nepalu w strefie Narajani w dystrykcie Parsa. Według nepalskiego spisu powszechnego z 2001 roku liczył on 873 gospodarstw domowych i 5696 mieszkańców (2670 kobiet i 3026 mężczyzn).